# Tajov
 Tajov (in tedesco Teibau, in ungherese Tajó) è un comune della Slovacchia facente parte del distretto di Banská Bystrica, nella regione omonima.

## Storia
Il villaggio venne fondato dalla ricca famiglia dei Thurzo – Fugger nel 1500, che qui installarono una raffineria. Successivamente passò alla Camera Mineraria di Banská Bystrica. 
Del comune di Tajov fa parte la frazione di Jabrinková (in tedesco Jabrinckau , in ungherese Imréd).